# Katsuya Kamo
Katsuya Kamo ( japonès : かつや かも ) va ser un modista, perruquer i artista nascut a Fukuoka, Japó, el 1966, àmpliament considerat un dels estilistes més influents del tombant de segle.
Després de formar-se com a perruquer, Kamo va passar un temps a París com ajudant de l'estilista japonès Tetsuya Tamura. Després de passar dos anys a París, va tornar a Tòquio el 1995. Per aquella època, va conèixer Jun Takahashi d'Undercover i Junya Watanabe de Comme des Garçons . El 1996, va començar a col·laborar en el disseny de pentinat i maquillatge per a les desfilades d'Undercover i Comme des Garçons. Va crear tocats per a clients com Fendi, Chanel, Haider Ackermann i Maison Martin Margiela, tant per a desfilades com per a imatges de campanya. Va començar a dirigir l'estilisme per a les desfilades d'alta costura de Chanel el 2008.
Kamo va morir el març de 2020 als 54 anys, i li sobreviu una filla anomenada Noi. La perruquera emergent Yumiko Hikage considera Kamo la seva referència més important.